# Limay (município)

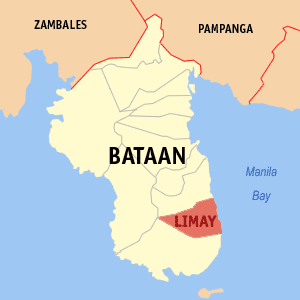
Limay no mapa de Bataan.

Limay é um município da província de Bataan, na ilha de Luzon, Filipinas. Em 2015 tinha uma população de 68.071 habitantes.

## Barangays
Limay é dividida em 12 barangays:
- Alangan
- Kitang I
- Kitang 2 e Luz
- Lamao
- Landing
- Población
- Reformista
- Townsite
- Wawa
- Duale
- San Francisco de Asis (Bacong)
- Saint Francis II (Saay)